# سزار پراتز
سزار پراتز (به پرتغالی: César Luís Prates) مدافع اهل برزیل است که در شهر Aratiba و در تاریخ ۸ فوریهٔ ۱۹۷۵ به دنیا آمده‌است.
سزار پراتز در تیم‌های فوتبال باشگاه ورزشی اینترناسیونال سابقهٔ حضور دارد.